# He Wasn't
Singles de Avril Lavigne
Nobody's Home
(2004)
Clip vidéo
[vidéo] « He Wasn't », sur YouTube
He Wasn't est une chanson de la chanteuse canadienne Avril Lavigne extraite de son second album studio Under My Skin, sorti le 12 mai 2004.
Environ dix mois après la sortie de l'album, le 28 mars 2005, la chanson a été publiée en single au Royaume-Uni. En avril elle a sorti un single en Australie et en Allemagne. Dans ces pays, c'était le quatrième et dernier single de cet album.
Au Royaume-Uni, le single avec la chanson a atteint le numéro 23 dans le hit parade national.